# Сунђер конструкција
У криптографији, сунђер функција  или сунђер конструкција је класа алгоритама са коначним унутрашњим стањем, чији је улаз бинарни низ произвољне дужине и који враћају бинарни низ произвољне дужине. Сунђер функције имају теоријску и практичну примену. Могу се користити за имплементацију хеш функције, аутентикационог кода поруке, проточне шифре, генераторa псеудослучајних бројева, аутентификованог шифровања и MGF (енгл. mask generation function).

## Конструкција
Сунђер функција састоји се из три компоненте:
- S  меморије, која садржи b битова
- функцијe {\displaystyle f:\{0,1\}^{|bits|}\rightarrow \{0,1\}^{|bits|}} која трансформише меморију стања (често је псеудослучајна пермутација {\displaystyle 2^{|bits|}} вредности стања)
- функцијe допуњавања P

Стање меморије S подељенo je на два дела: први део је R, величине r (брзина, rate), a преостали део је C, величинe c (капацитет, capacity).
Функција допуњавања додаје потребан број битова на крај улазне ниске тако да дужина допуњене ниске буде дељива са r. На тај начин се допуњена порука може поделити на r-битне блокове.

### Опис рада
Сунђер функција  делује на следећи начин:
- Стање S се иницијализује нулама
- Улазна ниска се допуњује и дели на блокове, величине r битова
- Фаза упијања података: За сваки блок B, величине  r битова
  - R се замењује са R XOR B (битска операција XOR)
  - S се замењује са f(S)

- Фаза истискивања резултата: Укључити део R стања S у излаз
- Понављати све док није обезбеђен довољан број излазних бита
  - заменити S са f(S)
  - Укључити део R стања S у излаз; ако у излазу недостаје мање од r битова, у излаз се укључује само део R

Битови из дела C не учествују у операцији XOR, нити се директно укључују у  излаз, већ се мењају у зависности од функције трансформације f.  У хеш апликацијама, отпорност на колизије или одређивање инверзне слике зависе од C. Величина c дела C обично се бира тако да буде једнака двострукој вредности нивоа сигурности.

### Дуплексна конструкција
Фазе упијања и истискивања могу се наизменично смењивати. Овакав начин рада назива се дуплексна конструкција или дуплексирање. Mоже се искористити за једнопролазни систем аутентификованог шифровања.
- Стање S се иницијализује нулама
- R се XOR-ује са првим улазним r-битним блоком
- S се замењује са f(S)
- R je сада првих r битова излаза
- R се XOR-ује са наредним улазним блоком
- S се замењује са f(S)
- R даје наредних r битова излаза

### Режим са преписивањем
Toком упијања могуће је изоставити операцију XOR, уз задржавање одабраног нивоа сигурности .
У фази упијања замењује се претходни део стања R.
Oво омогућава задржавање мањег стања између корака: пошто се део R ионако брише, може се чувати само  део C.

## Примене
Сунђер функције имају теоријске и практичне примене. У теоријској криптоанализи случајна сунђер функција је сунђер конструкција у оквиру које је  f случајна пермутација или трансформација, према потреби.
На пример, криптографски сунђер Кечак са 1600-битним стањем NIST је изабрао за победника конкурса за хеш алгоритам SHA-3. Модификована верзија алгоритма RC-4 која се зове Spirtz такође користи сунђер конструкцију. 
Такође, користи се  за изградњу аутентификованог шифровања са придруженим подацима (АЕАD),  у оквиру  схема за хеширање лозинке .